# Hudson Ford
Hudson Ford is een Britse band die zijn naam dankt aan Richard Hudson en John Ford; beide afkomstig uit Velvet Opera en Strawbs. In Nederland is de band nauwelijks tot niet bekend. De band heeft voornamelijk in Engeland succes met hun singles. Door de komst van de punk delft ze het onderspit. Door de naam te veranderen in The Monks proberen ze nog mee te doen, maar de punkperiode is daarvoor te kort.

## Musici
- Richard Hudson – zang, gitaar, sitar
- John Ford – zang, basgitaar
- Micky Keen - guitar
- Chris Parren – toetsen (duikt later ook op in Strawbs)
- Ken Laws – slagwerker

Op het eerste album speelt ook nog Rick Wakeman mee; ook al van Strawbs en natuurlijk later van Yes.

## Discografie

### Albums
- Nickelodeon (1973)
- Free Spirit (1974)
- Worlds Collide (1975)
- Daylight (1977)

### Singles
- "Pick Up The Pieces" - (1973) – Nummer 8 in Engeland
- "Burn Baby Burn" - (1974) - Nummer 15 in Engeland
- "Floating In The Wind" - (1974) - Nummer 35 in Engeland

## Bron
- Engelstalige Wikipedia